# Lymeon lassatus
Lymeon lassatus là một loài tò vò trong họ Ichneumonidae.